# Сухлово (Солецкий район)
Сухлово — опустевшая деревня в Солецком районе Новгородской области.

## География
Находится в западной части Новгородской области на расстоянии приблизительно 23 км на юго-восток по прямой от районного центра города Сольцы.

## История
На карте 1840 года уже была обозначена как Сухлова с 21 двором. В 1909 году здесь (деревня Старорусского уезда Новгородской губернии) был учтен 41 двор. До 2020 года входила в состав Выбитского сельского поселения.

## Население
Численность населения: 248 человек (1909 год), 5 (русские 100 %) в 2002 году, 0 в 2010.